# UIC–Halsted (Metro de Chicago)
UIC–Halsted es una estación en la línea Azul del Metro de Chicago. La estación se encuentra localizada en 430 South Halsted Street en Chicago, Illinois. La estación UIC–Halsted fue inaugurada el 22 de junio de 1958.  La Autoridad de Tránsito de Chicago es la encargada por el mantenimiento y administración de la estación. La estación fue remodelada en 1965, 2000 y 2001.

## Descripción
La estación UIC–Halsted cuenta con 1 plataforma central y 2 vías. La estación también cuenta con 1.051 de espacios de aparcamiento.

## Conexiones
La estación es abastecida por las siguientes conexiones: 
- Rutas del CTA Buses: #7 Harrison #8 Halsted #60 Blue Island/26th